# Marvin Phillip
Marvin Phillip (* 1. August 1984 in Williamsville) ist ein Fußballtorhüter aus Trinidad und Tobago. Er spielt seit 2015 in seinen Heimatland für Morvant Caledonia United und steht im Kader der trinidadisch-tobagischen Fußballnationalmannschaft.

## Karriere
Am 31. Januar 2007 debütierte er in der trinidadisch-tobagischen Fußballnationalmannschaft bei der 1:2-Niederlage gegen Panama. Sein Profidebüt gab er am 21. August 2008 beim 3:1-Sieg über Kuba. Er nahm mit den Soca Warriors am Gold Cup im Jahr 2013 und 2015 teil. Im Jahr 2015 konnten sie das Viertelfinale erreichen, wo sie gegen Panama im Elfmeterschießen verloren.